# Вакуленко Парасковія Степанівна
Парасковія Степанівна Вакуленко (нар. 1901?, тепер Вінницька область — ?) — українська радянська діячка, новатор сільськогосподарського виробництва, ланкова колгоспу імені Петровського Немирівського району Вінницької області. Депутат Верховної Ради УРСР 3-го скликання.

## Біографія
З 1930-х роках — ланкова колгоспу імені Петровського села Рубань Немирівського району Вінницької області. Була однією із зачинателів руху п'ятисотенниць на Вінниччині, збирала високі врожаї цукрових буряків. Понад 33 роки очолювала буряківничу ланку колгоспу.
Потім — на пенсії у селі Рубань Немирівського району Вінницької області.

## Нагороди
- орден Трудового Червоного Прапора
- ордени
- медаль «За трудову доблесть»
- медаль «За доблесну працю у Великій Вітчизняній війні 1941—1945 років»
- п'ять медалей Всесоюзної сільськогосподарської виставки
- знак «Відмінник соціалістичного сільського господарства» (1946)